# Servus, mach’s guat
Servus, mach’s guat ist ein Lied der deutschen Schlagersängerin Nicki aus dem Jahr 1983.

## Entstehung und Veröffentlichung
Das Lied wurde von Gottfried Seidl-Carusa geschrieben und komponiert. Für die Produktion zeichneten Michael Cretu und Harald Steinhauer verantwortlich.
Die Erstveröffentlichung von Servus, mach’s guat erfolgte als Single im November 1983 bei Piccobello. Diese erschien als 7″-Single mit der B-Seite I ko halt ohne di net sei. Am 9. April 1985 erschien das Lied als Teil von Nickis Debütalbum Servus, Nicki.
Um das Lied zu bewerben, erfolgte unter anderem ein Liveauftritt in der ZDF-Hitparade am 25. Februar 1984.

## Charts und Chartplatzierungen
| ChartsChartplatzierungen | Höchstplatzierung | Wochen |
| ------------------------ | ----------------- | ------ |
| Deutschland (GfK)        | 35 (16 Wo.)       | 16     |